# Morula (Morula) peasei
Morula (Morula) peasei is een slakkensoort uit de familie van de Muricidae. De wetenschappelijke naam van de soort is voor het eerst geldig gepubliceerd in 2002 door Houart.